# Phellopsis amurensis
Phellopsis amurensis là một loài bọ cánh cứng trong họ Zopheridae. Loài này được Heyden miêu tả khoa học năm 1885.